# Manettia holwayi
Manettia holwayi är en måreväxtart som beskrevs av Paul Carpenter Standley. Manettia holwayi ingår i släktet Manettia och familjen måreväxter. IUCN kategoriserar arten globalt som akut hotad.
Artens utbredningsområde är Ecuador. Inga underarter finns listade i Catalogue of Life.